# Paratexanites
Paratexanites – rodzaj głowonogów z wymarłej podgromady amonitów, z rzędu Ammonitida.
Żył w okresie późnej kredy (koniak - santon).